# She's Too Young
She's Too Young (Nederlands: Ze is te jong) is een Amerikaanse televisiefilm uit 2004 over een schoolmeisje dat terechtkomt in een wereld waarin seks gebanaliseerd is tot op school een syfilisepidemie uitbreekt.

## Verhaal
Hannah Vogul is een braaf 14-jarig schoolmeisje dat goede punten haalt en een goede relatie met haar ouders heeft.
Ze is verliefd op de 16-jarige Nick die al een behoorlijke reputatie heeft bij de meisjes. Aangespoord door haar
leeftijdsgenoten — en Nick — gaat ze over tot orale seks met hem.
Op een dag wordt bij Hannahs beste vriendin Dawn, die al veel meer ervaring heeft met de jongens, syfilis
vastgesteld. Uit vrees voor een epidemie worden alle leerlingen op vrijwillige basis getest en het blijkt
dat tientallen onder hen de ziekte hebben opgelopen. Nick wordt geïdentificeerd als "patiënt 0" waarmee alles
is begonnen, maar hij ontkent en lacht ermee.
Ook Hannah heeft de ziekte opgedaan en moet het uiteindelijk wel toegeven aan haar moeder. Die is gechoqueerd
en ontdekt dat het op de school van haar dochter heel normaal is om veel seks te hebben om populair te blijven.
Ze helpt ook de schoolverpleegster om een vergadering met alle ouders over het probleem op poten te zetten.
Dat loopt echter niet van een leien dakje als veel ouders er niet over willen spreken, het probleem binnen het
gezin willen proberen oplossen of er zelfs geen probleem in zien. Op een dag spreekt ze met Nicks moeder die
het gedrag van haar zoon heel normaal vindt en er geen graten in ziet dat meisjes als Hannah hieraan slachtoffer
werden.

## Rolverdeling
| Acteur            | Personage       | Opmerkingen |
| ----------------- | --------------- | --- |
| Alexis Dziena     | Hannah Vogul    | Braaf meisje dat op school in een milieu waar seks gebanaliseerd is terechtkomt tot ze besmet wordt met syfillis. |
| Marcia Gay Harden | Trish Vogul     | Hannahs overbezorgde moeder.                                                                                      |
| Gary Hudson       | Bill Vogul      | Hannahs veel minder bezorgde vader.                                                                               |
| Mike Erwin        | Nick Hartman    | De playboy van de school die Hannah besmet en "patiënt 0" van de epidemie blijkt.                                 |
| Miriam McDonald   | Dawn Gensler    | Hannahs beste vriendin die veel seksueel contact heeft en bij wie de epidemie ontdekt wordt.                      |
| Megan Park        | (Re)Becca White | Schoolvriendin van Hannah en de "schoolslet" die eveneens besmet wordt.                                           |
| Deborah Odell     | Ginnie Gensler  | Dawns moeder die veel met mannen omgaat en weinig aandacht voor Dawn heeft.                                       |
| Rhonda McLean     | Kathleen White  | Becca's religieuze moeder die haar dochter naar een katholieke meisjesschool wil sturen.                          |

## Prijzen en nominaties
De film werd genomineerd voor een prijs:
- Young Artist Awards 2005:
  - Beste prestatie in een tv-film, miniserie of special - Ondersteunende jonge acteur voor Miriam McDonald.